# Guereñu
Guereñu (en euskera y oficialmente Gereñu) es un concejo del municipio de Iruraiz-Gauna, en la provincia de Álava, España.

## Toponimia
En la documentación aparece citado con distintas denominaciones:  Guereno (1257), Guerennu (c. 1275), Enguereño (1295), Guereñu (1320, 1438), Guerennu (1405), Guereñu (1456, 1503, 1508-11, 1551, 1802), Greño (1690), Greñu (1762, 1814, 1989), Guereño (1850). En cuanto a la procedencia del nombre, una propuesta considera que el topónimo es de origen latino: el antropónimo de base podría ser el mismo que el de Gereña, pero en lugar de pensar en villa habría que hacerlo en fundus, es decir, en un sustantivo masculino. Otra propuesta explica el origen tanto de Gereña como de Gereñu a partir de un antropónimo dotado con el sufijo -ina, -inu. De ser así, el nombre procedería de Cereius.

## Geografía física
Se encuentra en un llano al norte del monte y puerto de su mismo nombre, a una altitud de 681 metros sobre el nivel del mar y a 22 kilómetros al este de Vitoria.

### Ubicación
|              | Norte: Langarica |                         |
| Oeste: Adana |                  | Este: Alaiza y Eguileor |
|              | Sur: Jáuregui    |                         |

## Despoblados
Forman parte del concejo los despoblados de:
- Aba (actualmente Santiagollano).[4]
- Abitona (actualmente Abituana).[5] (fracción)

## Historia
Hacia mediados del siglo XIX, el lugar, por entonces perteneciente a Iruraiz, tenía contabilizada una población de 89 habitantes. Aparece descrito en el noveno volumen del Diccionario geográfico-estadístico-histórico de España y sus posesiones de Ultramar de Pascual Madoz con las siguientes palabras:

GUEREÑO: l. del ayunt. de Iruraiz, prov. de Alava (á Vitoria 3 leg.), part. jud. de Salvatierra (1), c. g. de las Provincias Vascongadas, aud. terr. de Burgos (22), dióc. de Calahorra (14). sit. en llano al N. del monte y puerto de su nombre. clima saludable: tiene 25 casas, escuela concurrida por 24 alumnos de ambos sexos y dotada con 20 fanegas de trigo, igl. parr. (la Asuncion) servida por 2 beneficiados perpetuos, uno de ellos con título de cura, y por un sacristan; dos ermitas bajo la advocacion de Santiago y Sta. Ana, un paseo con arbolado, una fuente con 2 caños en el pueblo, y 4 ene l térm., todas de aguas muy buenas y saludables. El térm. confina N. Langarica; E. Maestu, S. Ullibarri-Jáuregui, y O. Luzcando: hay monte con arbolado al S. de la pobl. El terreno es de buena y mediana calidad; le bañan dos riach. que nacen en el puerto y Ubao, y se reunen cerca de Chinchetru. caminos locales y en invierno malos: el correo se recibe de Salvatierra. prod.: trigo, cebada, maiz, yeros, arbejas, mijo y patatas; cria ganado vacuno, lanar, caballar, cabrio y de cerda, caza de liebres, zorros, perdices y codornices. ind.: un molino harinero. pobl.: 20 vec., 89 alm. contr.: con su ayunt. (V.)
(Madoz, 1847, p. 64)

En la actualidad, pertenece al municipio de Iruraiz-Gauna. En 2022, tenía empadronados 34 habitantes.

## Demografía
| Gráfica de evolución demográfica de Guereñu entre 2000 y 2017 |
|                                                               |
| Población de derecho según los censos de población del INE.   |

## Cultura

### Patrimonio material
- 'Iglesia de la Asunción de Nuestra Señora':[8] De entre los siglos siglo XV y mediados del siglo XVI. Portada renacentista con características góticas, formada por seis arquivoltas en arco de medio punto formadas por baquetones y molduras en las jambas. El templo tiene planta de salón con tres tramos de nave y una capilla a la derecha. Ésta, que hace las veces de baptisterio, es del siglo siglo XVI avanzado y está cubierta con bóveda estrellada. El pórtico de dos arcos está cerrado por puertas realizadas por el herrero de Apellániz Manuel Sáenz de Ugarte en 1854. La arquitectura del retablo mayor pertenece al siglo XVIII, y las imágenes al siglo anterior, excepto al Calvario del remate, del siglo XVI. La torre se construye en el siglo XVII, adosada al lado sur. Es de señalar el interesante sagrario en piedra, obra gótica de 1520, incluido en un pequeño retablo de madera elaborado a finales del siglo XVI, decorado con bajorrelieves de San Juan y Santiago peregrino.[6][9][10]Iglesia de la Asunción de Nuestra Señora

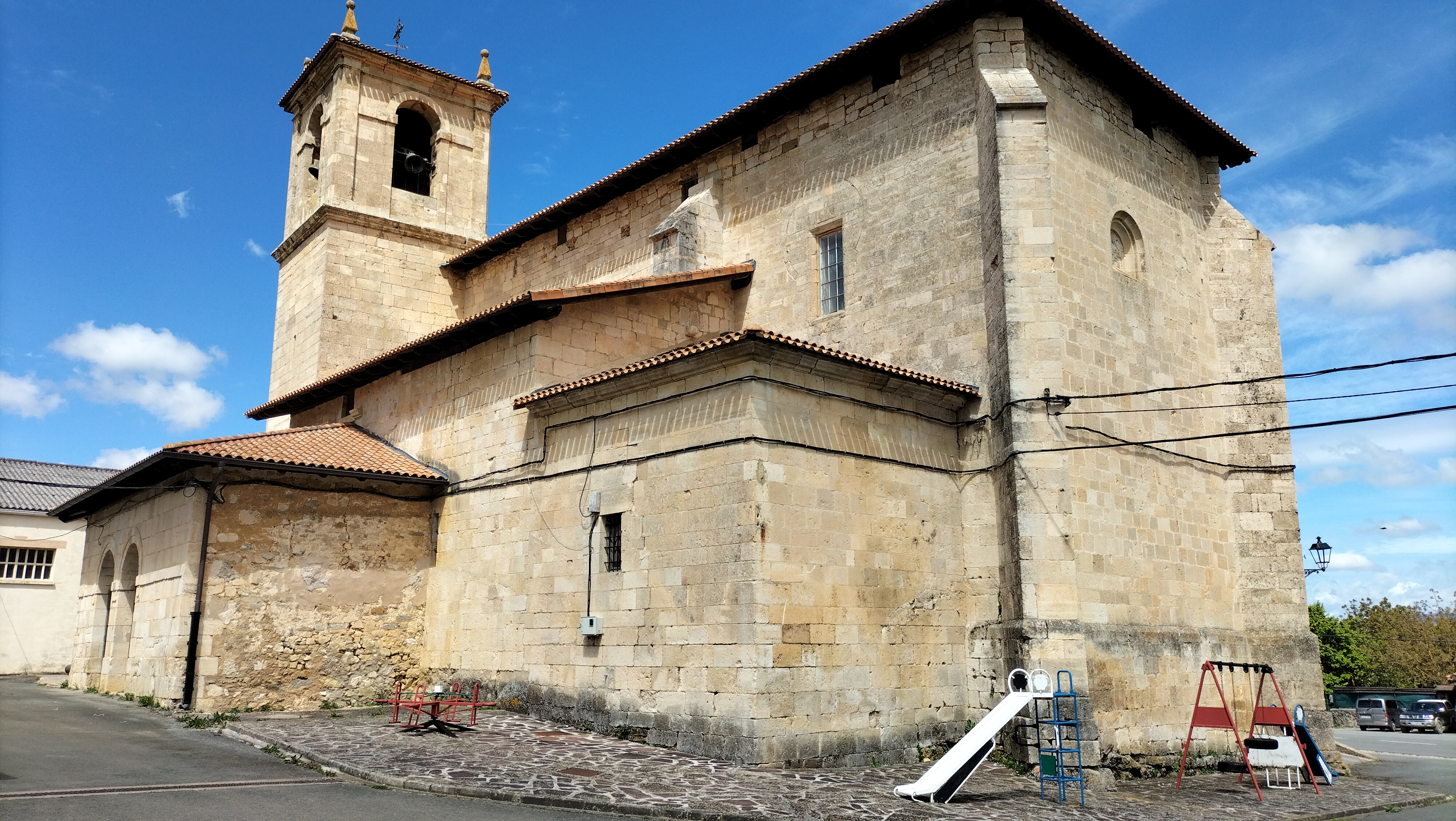
Iglesia de la Asunción de Nuestra Señora

- Ermita de Santa Ana: en ruinas, fue trasladada en 1883 junto al cementerio, y reconstruida en parte con el material proveniente de la iglesia románica del extinto pueblo de Santiago Llano, que se ubicaba en las inmediaciones del concejo. En ella se conservan dos imágenes: una de Santa Ana, sin valor, y otra interesante del siglo XVII de la Virgen con el Niño.[9][10]

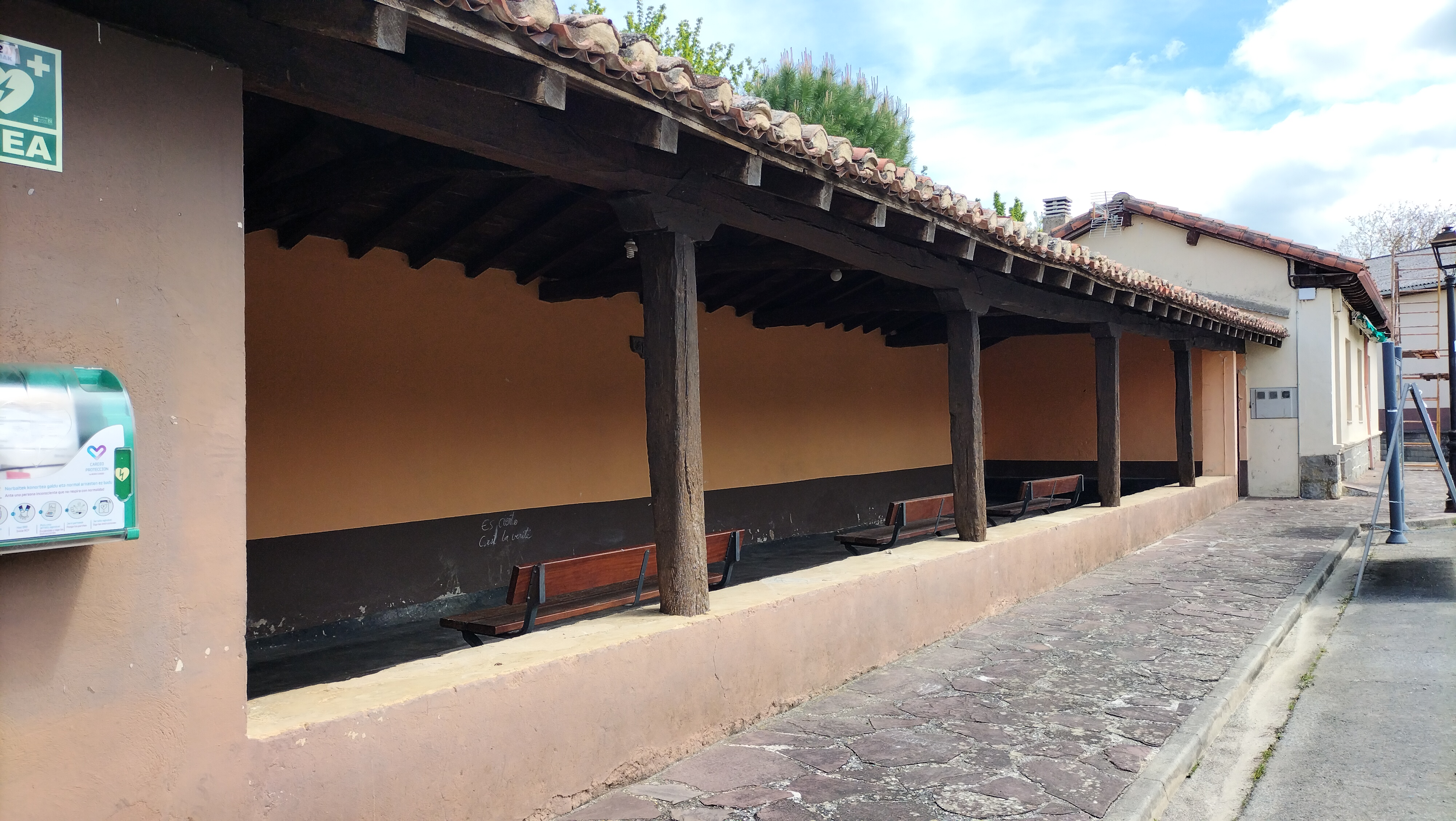
Juego de bolos

- Antigua Casa del concejo.[11]
- Juego de bolosJuego de bolos.[12]
- Antiguo frontón.[13]